# Viscosia macramphida
Viscosia macramphida är en rundmaskart som beskrevs av Benjamin G. Chitwood 1951. Viscosia macramphida ingår i släktet Viscosia och familjen Oncholaimidae. Inga underarter finns listade i Catalogue of Life.